# Minute (temps)
Pour les articles homonymes, voir minute.

Animation du parcours d'une aiguille en 60 pas d'une seconde, soit une minute pour un tour complet.

La minute est une unité pratique de mesure du temps. C'est une unité en dehors du Système international (SI) dont l’usage est accepté avec lui. C'est une unité traditionnelle de temps, d'usage courant dans le monde entier. Par analogie avec l'unité d'angle, la minute est définie comme une durée de 60 secondes. Une heure contient 60 minutes.

## Choix de la base 60
À partir du début du IIe millénaire av. J.-C., les Mésopotamiens ont compté en base 60 en utilisant une numération de position dérivée du système de numération de type additif et de base mixte des Sumériens. Ce système est généralement associé à la civilisation babylonienne, qui occupe le sud mésopotamien après 1 800 av. J.-C. et jusqu'au début de notre ère. Cette base a traversé les siècles : on la retrouve aujourd'hui dans la notation des angles en degrés (360° = 6 × 60°) ou dans le découpage du temps  (1 heure = 60 minutes = 602 secondes).

## Symbole et définition
Le symbole de la minute temporelle est « min » (invariable, sans point). Le Système international d'unités (SI) n'admet ni le symbole « m », qu'il utilise pour le mètre, ni « mn ».
Depuis le décret no 75-1200 du 23 décembre 1975, le symbole min est le seul légal en France :
« Dénomination. : minute. ; Symbole. : min ; Observations : Pour la minute, le symbole m peut être employé lorsqu'il ne saurait y avoir d'ambiguïté, par exemple lorsque le temps exprimé comprend non seulement des minutes mais aussi des heures ou des secondes ».
L'emploi d'une ou de deux primes (caractères « ′ » et « ″ ») comme symboles respectifs de la minute et de la seconde temporelles est incorrect, ces signes désignant la minute et la seconde d'arc, subdivisions du degré d'arc. Voir la remarque au sujet de la navigation.

## Minute indivisible
On parle de minute indivisible lorsque la minute est définie comme la plus petite unité et que les mesures sont arrondies à la minute supérieure ou, en d'autres termes, lorsque toute minute entamée est comptée entièrement. La minute est alors dite indivisible parce qu'elle ne peut pas être divisée, par exemple en secondes. Un tel système est notamment utilisé dans les télécommunications, pour la facturation des communications. Elle s'y oppose à la facturation à la seconde. Il existe aussi des systèmes de facturation hybrides, dans lesquels seule la première minute est indivisible, la suite de la communication étant facturée à la seconde.
La minute indivisible est également dans la législation européenne, pour le calcul du temps de travail d'un conducteur routier, mesuré par un chronotachygraphe. La minute indivisible a ainsi été instaurée le 24 septembre 1998 par un règlement du Conseil européen :

« Le dispositif doit permettre l'enregistrement, la mise en mémoire, l'affichage et l'impression des données suivantes :
[…]
3. les temps de conduite (temps et dates), avec une précision de 1 minute ;
4. les autres temps de travail et temps de disponibilité (temps et dates) avec une précision de 1 minute ;
5. les interruptions de travail et temps de repos journaliers (temps et dates) avec une précision de 1 minute »

.